# NexusMods
본 문서의 이해를 돕기 위한 비자유 그림이 있습니다. 
링크의 파일을 직접 올려 주세요
Nexus Mods는 사용자들이 자신이 만든 콘텐츠를 업로드할 수 있게 하는 게이밍 팬 사이트이며, 여기에는 다양한 게임을 위한 모드(mod)가 포함된다. 웹에서 가장 큰 게이밍 모드 웹사이트들 가운데 하나로서, 2015년 11월 기준으로 10,000,000명의 등록 회원이 있다. 2001년에 팬 사이트로 설립되었으며 2007년에 웹사이트 TEESsource로 수정되었다. Nexus Mods 네트워크는 2015년 10월 기준으로 206개의 게임을 지원하였으며 사이트 및 모드 관련 주제를 위한 하나의 포럼 및 위키를 갖추고 있다. 이 웹사이트에서 다양한 모드의 호스팅 및 게시는 게이밍과 컴퓨터 기사에서 다루고 있다.

## 웹사이트

### 지원 게임
Nexus Mods 네트워크는 2015년 10월 기준으로 206개의 게임을 지원하였으며 사이트와 모드 관련 주제를 위한 하나의 포럼과 위키 기능을 한다. 주요 Nexus Mods 웹 페이지는 모드를 사용할 수 있는 다양한 게임을 나열하며 수많은 파일과 저자, 다운로드 수가 함께 출력된다. 2015년 10월 기준으로 모드를 지원하는 호스팅 게임은 다음과 같다:
- 엘더스크롤 5: 스카이림
- 엘더 스크롤 4: 오블리비언
- 폴아웃: 뉴 베가스
- 폴아웃 3
- 폴아웃 4
- 엘더스크롤 3: 모로윈드
- 드래곤 에이지: 오리진
- 마운트 앤 블레이드
- 워 썬더
- 드래곤 에이지 II
- 마운트 & 블레이드: 워밴드
- 월드 오브 탱크
- 다크 소울
- 드래곤 에이지 인퀴지션
- 더 위처 3: 와일드 헌트

최근에 Nexus Mods 사이트는 매스 이펙트, 마인크래프트를 포함하여 수정 가능한 PC 게임에 대한 모드 파일의 호스팅 역할을 하도록 확장되었다.

## 같이 보기
- UCC